# Сарари (Прахова)
Сарари (рум. Sărari) насеље је у Румунији у округу Прахова у општини Предеал-Сарари. Oпштина се налази на надморској висини од 340 m.

## Становништво
Према подацима из 2002. године у насељу је живело 35 становника, од којих су сви румунске националности.